# Nemanema rectoresectum
Nemanema rectoresectum är en rundmaskart som beskrevs av Hans August Kreis 1928. Nemanema rectoresectum ingår i släktet Nemanema och familjen Oxystominidae. Inga underarter finns listade i Catalogue of Life.